# Vagula (jezioro)
Vagula (est. Vagula järv) – jezioro na obszarze gminy Võru w prowincji Võrumaa, w Estonii. Około dwóch kilometrów na zachód znajduje się miejscowość Võru. Ma powierzchnię 602,8 hektarów, maksymalną głębokość 3,5 m. Pod względem powierzchni jest szóstym jeziorem w Estonii. Sąsiaduje z jeziorem Tamula järv. Jezioro jest zasilane rzekę Võhandu, która przepływa przez znajdujący się na południu od jeziora rezerwat przyrody Timmase looduskaitseala. Nad brzegami jeziora położone są miejscowości Roosisaare, Järvere i Vagula.
W jeziorze występują między innymi płocie, Szczupak pospolityi, sandaczee, wzdręgi, leszcze, okonie, ukleje, karpie i liny.